# Walibi Live
Walibi Live is een voormalige show in familiepretpark Walibi Holland in Biddinghuizen. De show was te zien in 2008, en werd alleen op weekenden, feestdagen en vakanties gespeeld. De show is de voorloper van Jo's Streetparty welke wel dagelijks is te zien.
In de show spelen Walibi, Walibelle, Rocky de Bever en Splash de Olifant. Ze gaan samen met de presentator allerlei liedjes zingen samen met de bezoekers. De show werd in tegenstelling tot Jo's Streetparty niet op een vaste locatie vertoond. Jo's Streetparty werd gehouden in Hollywood The Main Street. Walibi Live was onder andere te zien voor het reuzenrad, maar ook in Hollywood The Main Street en het voormalige Italië. Tijdens New Years Eve 2010 was Walibi Live als extra entertainment tijdelijk terug in Sherwood Forest voor Robin Hood. 